# Хорхе Кордова
Хорхе Кордова (ісп. Jorge Córdova; нар. 23 квітня 1822 — пом. 23 жовтня 1861) — болівійський військовий офіцер, демократично обраний президент країни у 1855—1857 роках.

## Біографія
Генерал Кордова упродовж тривалого часу був палким прибічником диктатора Мануеля Бельсу. Він був головною опорою політичного режиму останнього. Коли 1855 року Бельсу оголосив вибори за умов неодноразових змов та виступів проти нього, він підтримував кандидатуру Кордови. Останнього було обрано на пост президента країни, він склав присягу 15 серпня 1855 року у віці 33 років. При цьому Бельсу фактично залишився при владі, керуючи діями Кордови. Цей факт ще більше спонукав опозиційні сили до боротьби проти ненависного режиму Бельсу-Кордови, який керував країною з 1847 року. Зрештою опозиція об'єдналась навколо могутнього конституціоналіста Хосе Марії Лінареса, якому в жовтні 1857 року вдалось усунути Кордову від влади. Останній залишив країну, але невдовзі повернувся з метою повернення влади до рук Бельсу.
Колишній президент Хорхе Кордова був убитий 1861 року під час так званої «Matanzas de Yáñez» (Кривава купель Яньєса), коли прибічники президента Хосе Марії Ача та військового губернатора провінції Ла-Пас Пласідо Яньєса знищили десятки опозиціонерів, серед яких було багато прибічників табору Бельсу.